# Degeneratieve myelopathie

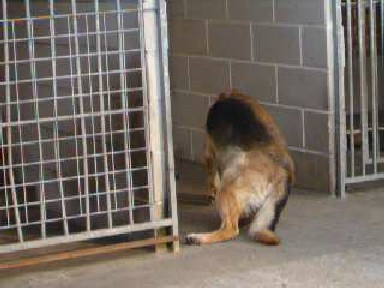
Een hond lijdend aan degeneratieve myelopathie

Degeneratieve myelopathie (DM) is een fatale progressieve neurologische aandoening van het ruggenmerg bij honden, mogelijk vergelijkbaar met Amyotrofe laterale sclerose (ALS, Lou Gehrig's disease) of multiple sclerose (MS) bij mensen, daarover bestaat verschil van mening. Dr. Clemmons van de University of Florida houdt het op MS. Op zijn website doet hij in 1998 verslag van hoopgevende resultaten van zijn behandeling, maar daarna stopt de informatie van zijn kant.  Dr. Coates van de University of Missouri denkt aan ALS. De mening van de meerderheid van de onderzoekers neigt naar ALS. Echter, het primair wegvallen van myeline met secundaire axonale discommunicatie past meer bij MS dan bij ALS (primair neurodegeneratief). De door Missouri ontwikkelde DNA-test is gebaseerd op een mutatie in het superoxide dismutase 1 enzym in het SOD1 gen. Mogelijk zijn er meer ras-afhankelijke soorten DM, hetgeen verder onderzoek wettigt. De onderzoekers zijn tot deze conclusie gekomen nadat 2 als drager en 1 als vrij geteste honden alsnog DM ontwikkelden.
In een onderzoek gepubliceerd 16 mei 2016 (PNAS) werd een genoomanalyse gedaan bij Pembroke Welsh Corgi’s en werden klinische DM lijders (homozygoot SOD1) vergeleken met genetische DM lijders (homozygoot SOD1). Hierbij werd een modifier locus gevonden op Chromosoom 25. Een bepaald haplotype (SP110) was aanwezig in 40% van de klinische lijders tegenover 4% in de nog gezonde genetische lijders. Dit haplotype werd geassocieerd met een verhoogde kans op ontwikkelen van DM en met een vroeg begin van de symptomen. Dit zou de oorzaak kunnen zijn dat de ene hond de aandoening daadwerkelijk krijgt en de andere niet. 
De ziekte heeft een verraderlijk begin en vangt meestal aan tussen de leeftijd van 6 en 14 jaar. Vanaf de eerste tekenen tot het einde verloopt meestal 6 tot 18 maanden.
Op 15 juli 2008 is het gen, verantwoordelijk voor DM, gevonden in 43 hondenrassen. De ziekte wordt vooral geconstateerd bij de Duitse herders en de Welsh corgi Pembroke. Andere rassen gevoelig voor DM zijn: Boxer, Pronkrug (Rhodesian ridgeback), Saarlooswolfhond en de Franse buldog. Een test is nu beschikbaar door middel van een zogenaamde “swap”. Eerder al was het gen verantwoordelijk voor deze ziekte bij de Duitse herder geïdentificeerd en een test voor Degeneratieve myelopathie voor deze honden ontwikkeld maar dan met vers bloed, wat het testen moeilijker maakte. Inmiddels is deze test niet meer beschikbaar door gebrek aan fondsen. De SOD1 test is wel beschikbaar, ook in Europa.

## Symptomen
Degeneratieve Myelopathy begint met zwakte en coördinatieverlies in de achterste ledematen. Eerst een poot en later de andere poot. De hond gaat slepen en waggelen met de achterpoten en struikelen. De nagels slijten en beschadiging van de poot kunnen volgen, waarna mogelijk infecties kunnen optreden. Later, als de verlamming verergert, valt de hond om, vooral op een gladde ondergrond. Lopen wordt steeds moeilijker. Een hond in goede conditie kan echter nog wel rennen (zolang de tweede poot nog bruikbaar is). Incontinentie betekent meestal dat het einde nabij is. Uiteindelijk worden de vitale organen aangetast. Het verloop van de ziekte is afhankelijk van de fysieke conditie en omgevingsfactoren. De hond wordt meestal stressgevoelig.

## Oorzaak
In het ruggenmerg lopen de zenuwbanen welke de spieren aansturen. Deze zenuwen liggen in bundels gegroepeerd in de zogenoemde "witte stof". Deze witte stof wordt aangetast, de isolatie (myeline) van de zenuwen verdwijnt en de zenuwen sterven af, waardoor de aansturing van de spieren steeds minder wordt. Dit wordt veroorzaakt door een mutatie in een gen en het al dan niet aanwezig zijn van een bepaald allel. Bij de Duitse herder allel 1101*J, bij de Welsh corgi Pembroke is een ander allel verantwoordelijk.

## Diagnose
De diagnose gebeurt door middel van eliminatie. Er kunnen meerdere oorzaken zijn voor de uiterlijke kentekenen van DM, zoals onder andere hernia, spondylose, tumor, cyste, infecties of hartaanval. De meeste aandoeningen gaan met pijn gepaard, DM niet, dus is de kans op DM bij bijvoorbeeld een herdershond zonder pijn, vrij groot. Statistisch 65 procent. Er kan een EMG, CT-scan en/of MRI-scan worden gemaakt. Geeft dit geen resultaat, dan wordt de diagnose DM gesteld. De definitieve diagnose is slechts mogelijk door middel van een autopsie.

## Behandeling
Er bestaat geen behandeling welke DM tot staan brengt. Echter, soms is het mogelijk de ziekte dragelijker te maken. De verschillende behandelingen welke op het internet worden aanbevolen zijn zonder wetenschappelijk gemeten resultaat, wat niet altijd betekent dat ze niet zouden werken.
Training bevordert de spieropbouw van de nog bruikbare spieren, waardoor de hond langer mobiel blijft. Aanbevolen is training, bijvoorbeeld wandelen (niet slenteren) en zwemmen. Creatine is een beproefd middels om dit proces te ondersteunen.
Waarschuwing: vermijdt stress, het kan het verloop van deze ziekte versnellen. Zelfs kleine chirurgische ingrepen kunnen van invloed zijn.
Mogelijk medicijn is het geven van EACA, een zuur, in combinatie met het antioxidant NAC. Een dierenkliniek (van Dr. Clemmons) meldt dat dit bij tot 80 procent van de honden resultaat heeft. EACA is alleen in de VS te bestellen, in Nederland kan het worden gemaakt door een apotheker. Een vitamine B-complex kan positief werken al dan niet in combinatie met EACA en NAC. Ook PEA, een krachtige ontstekingsremmer zonder bijwerkingen, kan een oplossing bieden. Ook hier zijn veel aanbevelingen te vinden op het internet, maar ook hier met onbewezen resultaat.